# Charles Béo
Carolus Crassus (tiếng Đức: Karl der Dicke, tiếng Pháp: Charles le Gros, tiếng Ý: Carlo il Grosso; 13 tháng 6 năm 839 - 13 tháng 1 năm 888), hay Carolus III (tiếng Đức: Karl III, tiếng Pháp: Charles III, tiếng Ý: Carlo III), là một đại thủ lĩnh người Frank, từng là Vua của Alemannia từ 876, Vua Ý từ 879, Hoàng đế La Mã từ 881, Vua Đông Frank từ 882 và Vua Tây Frank. Trong các tài liệu tiếng Việt, ông được ghi chép với tên Charles Béo. Ông bị phế truất tại Đông Frank, Lotharingia, và có thể cả ở Ý, nơi có ghi chép không rõ ràng, năm 887. Ông mất vài tuần sau khi bị phế truất tháng 1 năm 888.

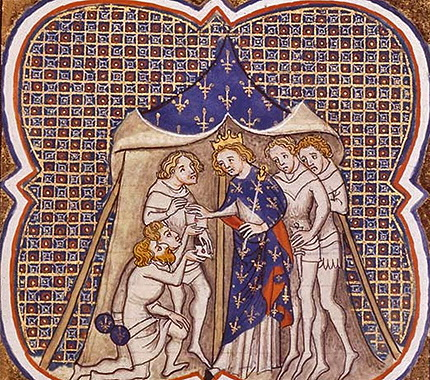
Carolus Crassus nhận được lời đề nghị trao lại vương quyền từ 2 đại sứ của Tây Francia (Grandes Chroniques de France, ảnh minh họa khoảng năm 1375–1379).

Được trao quyền cai quản vùng Alemannia năm 876 bởi sự chia cắt của vương quốc của Ludwig Người Đức, ông kế vị tại Ý sau sự thoái vị của người anh trai Carloman. Được Giáo hoàng Gioan VIII phong tước vị Hoàng đế của người La Mã năm 881, sự kế thừa lãnh thổ của người em trai Louis Trẻ năm sau đó đã thống nhất toàn bộ vương quốc Đông Frank (sau này là Đức). Sau cái chết của người anh họ Carloman II, ông kế thừa tất cả Tây Frank (sau này là Pháp) đồng thời làm sống lại Đế quốc Caroling.